# みそ岩屋古墳
みそ岩屋古墳（みそいわやこふん、龍角寺106号墳）は、千葉県印旛郡栄町龍角寺にある古墳。形状は方墳。龍角寺古墳群を構成する古墳の1つ。国の史跡に指定されている（史跡「龍角寺古墳群・岩屋古墳」のうち）。

## 概要
千葉県北部、印旛沼北部東岸の台地上に築造された大型方墳である。龍角寺古墳群内では、龍角寺岩屋古墳の北西に位置する。墳丘測量・石室実測調査・地中レーダー探査が実施されている。
墳形は方形で、主軸は北から西に振れ、一辺38メートルを測る（近年の調査以前は楔形と認識された）。龍角寺古墳群の方墳としては龍角寺岩屋古墳に次ぐ規模になる。墳丘は3段築成。墳丘周囲には周溝が巡らされ、特に北東側では外周溝（2重目の周溝）の存在が推定される。埋葬施設は墳丘裾における両袖式の横穴式石室で、墳丘下面テラスにおいて南東方向に開口する。一帯の古墳に特徴的な、貝化石岩を使用して構築された石室になる。副葬品は詳らかでない。築造時期は古墳時代終末期の7世紀後半頃と推定される。
古墳域は2009年（平成21年）に国の史跡に指定されている（史跡「龍角寺古墳群・岩屋古墳」のうち）。

## 遺跡歴
- 1978年（昭和53年）、墳丘測量・石室実測調査（早稲田大学考古学研究室、1979年に報告）。
- 2009年（平成21年）2月12日、既指定の史跡「岩屋古墳」にみそ岩屋古墳含む古墳93基を追加指定して、指定名称を「龍角寺古墳群・岩屋古墳」に変更。
- 2018年度（平成30年度）、石室の三次元計測調査（早稲田大学文学部考古学コース・早稲田大学東アジア都城・シルクロード考古学研究所・栄町教育委員会・株式会社ラング、2019年に報告）[4]。
- 2021年度（令和3年度）、墳丘測量調査・地中レーダー探査（早稲田大学東アジア都城・シルクロード考古学研究所・栄町教育委員会、2022年に報告）[1]。

## 埋葬施設

石室俯瞰図

石室展開図

埋葬施設としては墳丘南東裾の下面テラスにおいて両袖式横穴式石室が構築されており、南東方向に開口する。玄室・羨道から構成される単室構造の石室である。石室の規模は次の通り。
- 石室全長：4.58メートル
- 玄室：長さ3.14メートル

玄室の床面は石室前面の平坦面よりも一段低い位置にある。石室の石材は、貝化石を多量に含む木下貝層の凝灰質砂岩の切石で、互目積みによって構築される。側壁は9段積みで内側に持ち送り、緩やかなドーム状の曲線を描く。玄門柱石・羨道側壁には砂岩の板石を立てる。
石室の形態・構造は、龍角寺岩屋古墳や上福田13号墳と類似するものになる。

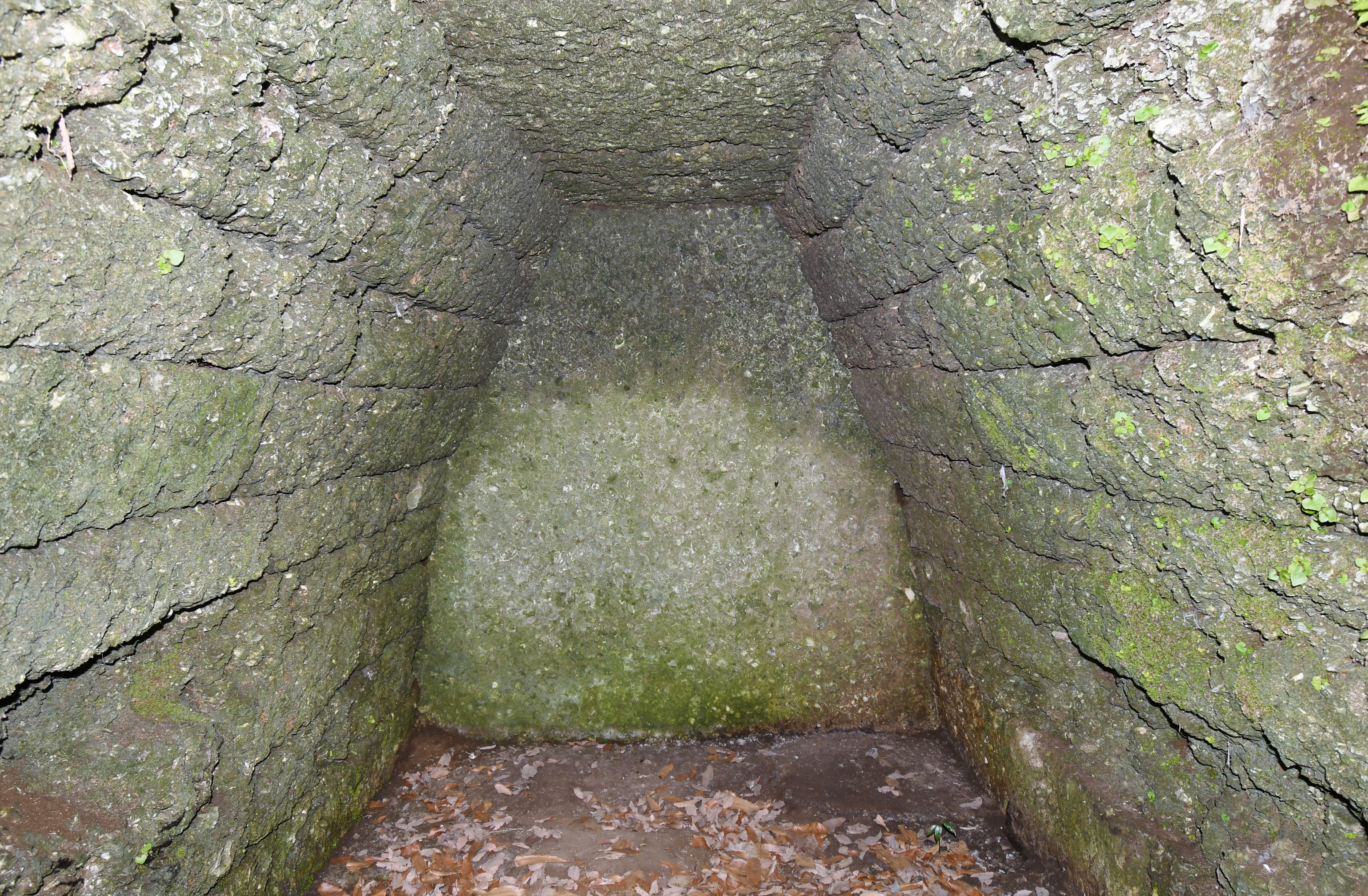
玄室（奥壁方向）
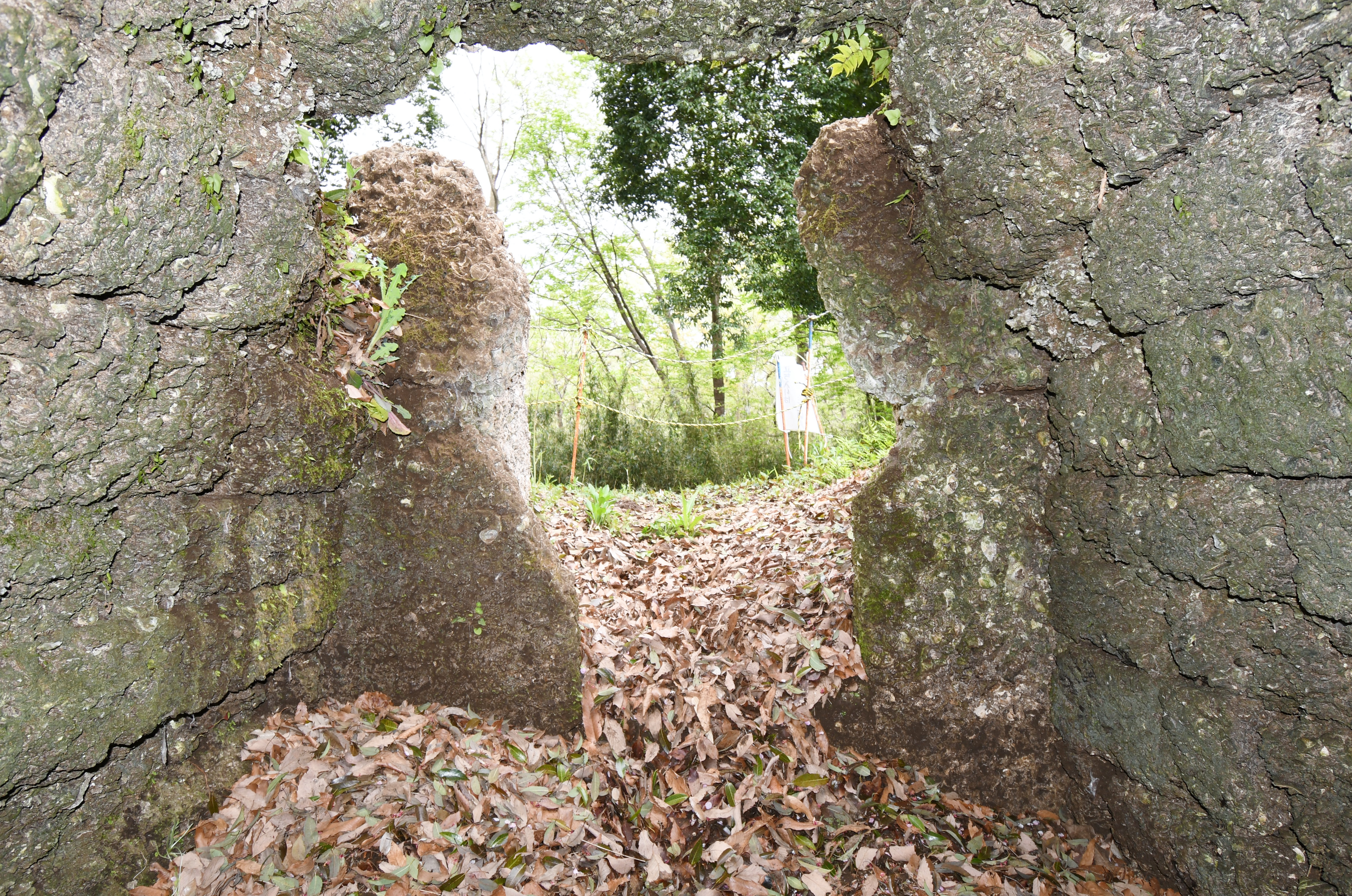
玄室（開口部方向）
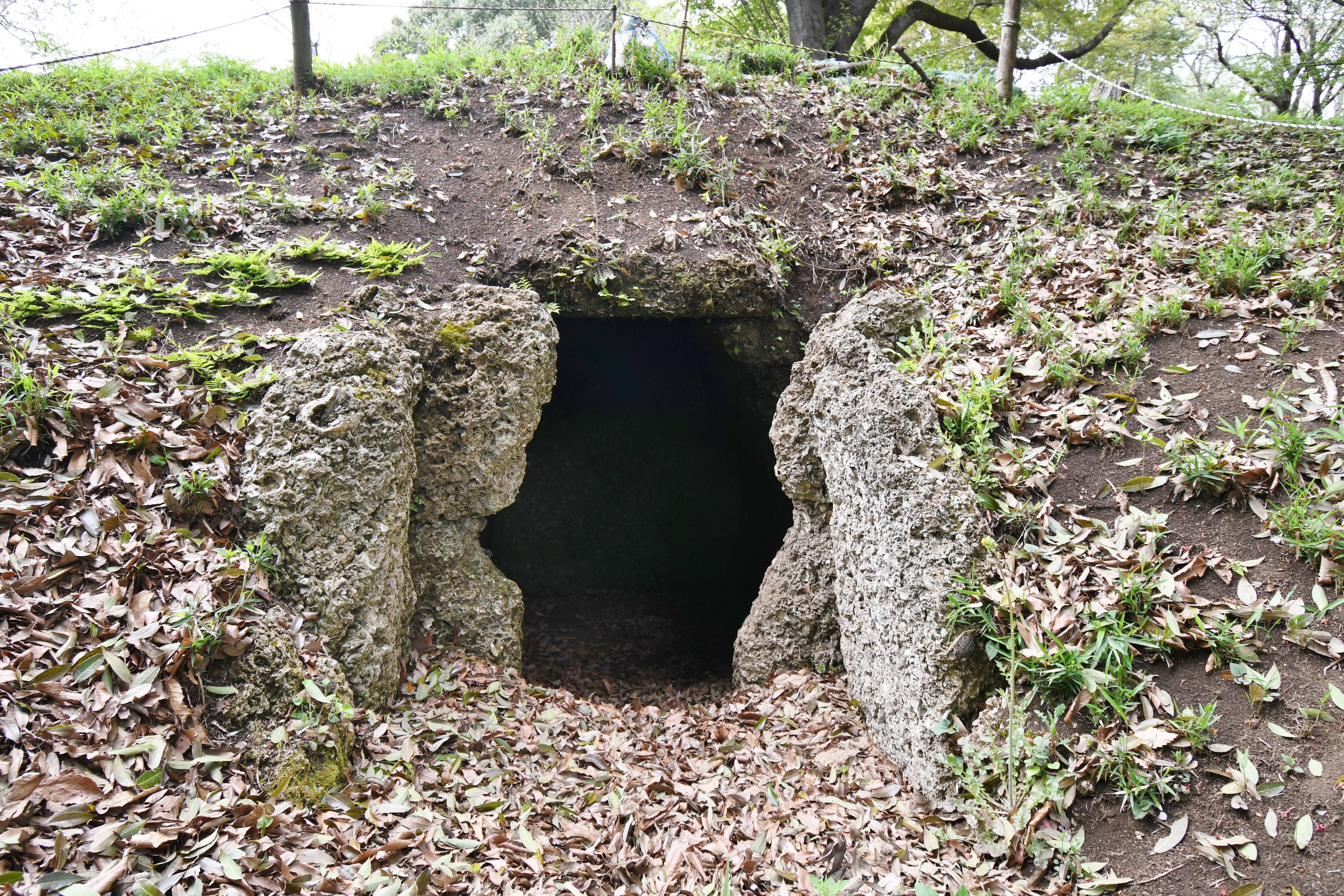
開口部
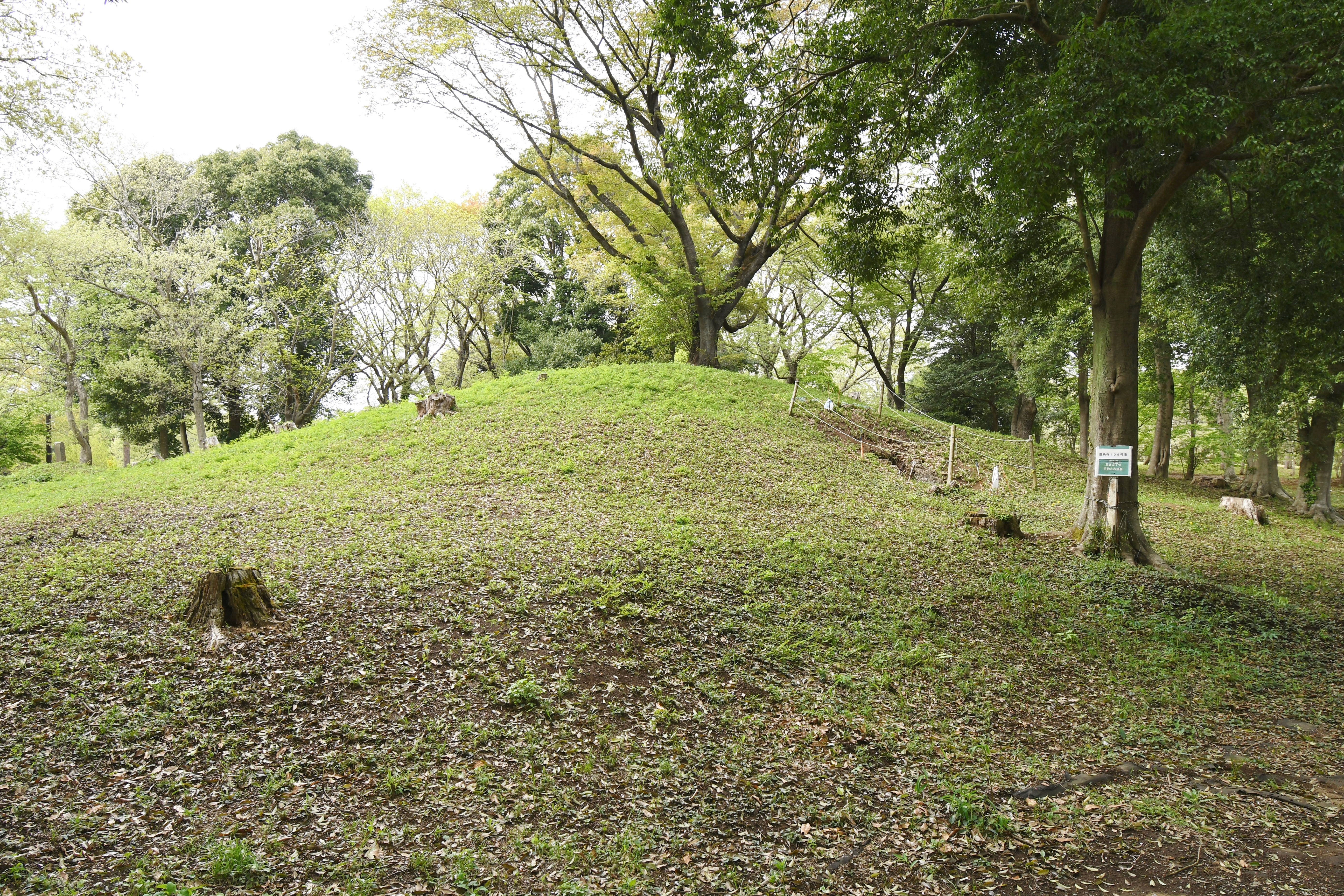
墳丘南隅 右奥に石室開口部。

## 関連文献
（記事執筆に使用していない関連文献）
- 多宇邦雄, 永沼律郎「みそ岩屋古墳の検討」『古代』第65号、早稲田大学考古学会、1979年3月、25-33頁、CRID 1390855809768594944、doi:10.24484/sitereports.119576-68417。
- 永沼律朗「印旛沼周辺の終末期古墳」『国立歴史民俗博物館研究報告』第44集、国立歴史民俗博物館、1992年3月、387-408頁、CRID 1390290699066086144、doi:10.15024/00000577、ISSN 0286-7400、NAID 120005747890。